# Taming the Tiger
Taming the Tiger  er Joni Mitchells sekstende studiealbum (tyvende i alt), som blev udgivet i 1998.  Albummet, der indeholder elleve numre, var i mange år regnet for at være Mitchells sidste, hvilket imidlertid blev modsagt af udgivelsen af Shine i 2007. Titlen, Taming the Tiger, henviser til den uventede anmelder- og publikumsmæssige succes, hun opnåede med det studiealbum, Turbulent Indigo. Albummet har ulig flere andre af hendes udgivelser fra 1980'erne og 1990'erne ikke noget gennemgående tema, men består i højere grad af en række enkeltstående sange.

## Numre
Alle  numre er skrevet af Joni Mitchell med mindre andet er angivet.
| Nr. | Titel                     | Længde | Skrevet af                    |
| --- | ------------------------- | ------ | ----------------------------- |
| 1   | "Harlem in Havana"        | 4:25   |                               |
| 2   | "Man from Mars"           | 4:09   |                               |
| 3   | "Love Puts on a New Face" | 3:46   |                               |
| 4   | "Lead Balloon"            | 3:38   |                               |
| 5   | "No Apologies"            | 4:17   |                               |
| 6   | "Taming the Tiger"        | 4:18   |                               |
| 7   | "The Crazy Cries of Love" | 3:54   | Mitchell og Don Freed         |
| 8   | "Stay in Touch"           | 2:59   |                               |
| 9   | "Face Lift"               | 4:41   |                               |
| 10  | "My Best to You"          | 2:52   | Gene Willadsen og Isham Jones |
| 11  | "Tiger Bones"             | 4:18   |                               |

## Musikere
På albummet spiller Joni Mitchell selv guitar, keyboard og percussion samt lejlighedsvis bas. Med sig har hun Larry Klein (bas), Wayne Shorter (saxofon), Brian Blade (trommer) og Greg Leisz (steelguitar) samt Michael Landau (leadguitar på "Lead Balloon") og Femi Jiya (talte vokaler på "Harlem in Havana"). Mitchell synger selv på alle numre. 

## Cover
På albummets forside, der er designet af Joni Mitchell, ser man, bortset fra en vissengrøn kant i venstre side, et maleri komplet med bred, gammeldags ramme. Motivet på maleriet er et selvportræt, hvor Mitchell ses i en have med en gråstribet kat, som hun holder op på sin venstre side, så man ser bugen af dyret. Mitchell selv er iført en slags cape, der er rød og lader ane en grå skjorte indenunder. Desuden er hun iført en stråhat med stor skygge, og hun smiler ganske svagt. I baggrunden ses nogle træer og andre planter.